# Empire Building
El Empire Building es un rascacielos de oficinas en 71 Broadway, en la esquina de Rector Street, en el Distrito Financiero de Manhattan en Nueva York. Fue diseñado por Kimball & Thompson en el estilo neoclásico y construido por Marc Eidlitz & Son de 1897 a 1898. El edificio consta de 21 pisos sobre un sótano completo frente a Trinity Place en la parte trasera del edificio y 89 metros (m) de altura. 
La articulación del Empire Building consta de tres secciones horizontales similares a los componentes de una columna —a saber, una basa, fuste y capitel— y tiene una fachada de granito gris en su base y granito blanco en los pisos superiores. Es uno de los primeros rascacielos construidos sobre pozos de cimentación y uno de los edificios más antiguos que permanecen en pie. Tiene una estructura de Steel Framing con una fachada de muro cortina. Los pisos superiores contienen una logia en la fachada, así como una gran cornisa de metal sobre el piso 20. Hay numerosos campos de banda, balcones y ventanas arqueadas a lo largo de la fachada.
El Empire Building original era una estructura de piedra rojiza construida en 1859. Aunque el político y promotor inmobiliario Orlando B. Potter había adquirido la piedra rojiza en 1884, murió antes de la construcción del edificio actual. El actual Empire Building fue finalmente desarrollado por sus hijos como una estructura de 20 pisos. El Empire Building albergó la United States Steel Corporation desde la fundación de la compañía en 1901 hasta 1976, y U.S. Steel fue propietario del edificio entre 1919 y 1973. El piso 21 fue construido entre 1928 y 1930 según los diseños de John C. Westervelt. El edificio se convirtió en apartamentos en 1997.
Fue designado como un hito de la ciudad por la Comisión para la Preservación de Monumentos Históricos de Nueva York en 1996 y se agregó al Registro Nacional de Lugares Históricos (NRHP) en 1998. También es una propiedad que contribuye al Distrito Histórico de Wall Street, un distrito creado por el NRHP en 2007.

## Sitio
La parcela mide 24 m a lo largo de Broadway, 68 m a lo largo de Rector Street y 15 m en Trinity Place con una superficie de unos 1.300 m². Debido a las modificaciones hechas al edificio después de su finalización, algunas partes de la entrada de Broadway cruzan la línea del lote. El edificio anterior en el sitio, una estructura de piedra rojiza de seis pisos, medía 25,2 m a lo largo de Broadway, 68 m a lo largo de Rector Street y 16 m en Trinity Place.
A lo largo de Rector Street, se encuentra junto al cementerio de la iglesia de la Trinidad, lo que proporciona un telón de fondo espectacular para la iglesia y garantiza vistas abiertas para el edificio. Al sur se encuentra 65 Broadway, la antigua sede de la compañía American Express. Hay entradas a las estaciones del metro de Nueva York justo afuera de las dos fachadas principales del Empire Building: dos escaleras a la estación Wall Street (trenes 4 y 5) están ubicadas a cada lado de la entrada principal del edificio, mientras que una entrada a la estación Calle Rector (trenes N, R y W) está ubicada en Trinity Place, justo afuera de la entrada del edificio.

## Diseño
Fue diseñado por la el estudio de arquitectura Kimball & Thompson, compuesto por Francis H. Kimball y George Kramer Thompson, en el estilo del neoclásico. Fue construido por Marc Eidlitz & Son, con Charles Sooysmith como ingeniero de cimientos. Aunque el edificio da a Broadway, con su entrada principal en 71 Broadway, también tiene entradas en 51-53 Trinity Place. El Empire Building también se ha conocido históricamente como U.S. Steel Company Building u O.B. Potter Trust Building, que refleja su propiedad pasada.
Tal como se diseñó, el Empire Building tenía 20 pisos, excluyendo el sótano completo en Trinity Place, pero luego se expandió a 21 pisos más el sótano. La altura total del edificio es de 89 metros. La fachada se eleva directamente desde el nivel de la calle y llena todo el lote excepto por dos patios de luces en el extremo sur del lote. Las oficinas se dispusieron de modo que miraran al norte hacia Iglesia de la Trinidad, mientras que los cuartos de servicio y los ascensores se encuentran en la parte sur del edificio.

### Fachada
Las fachadas del Empire Building están dispuestas en tres secciones, que consisten en una "base" de cuatro pisos, un "eje" y un "capitel" de cuatro pisos en la parte superior, similar a los componentes de una columna. Esta era una configuración común para las fachadas de edificios que se estaban erigiendo a fines del siglo XIX y principios del XX. El diseño original requería un revestimiento arquitectónico de terracota, pero la familia Potter, que desarrolló el Empire Building, cambió al granito porque sintieron que el material era "más adecuado".

### Base
La base es de cuatro pisos de granito gris pulido. Debido a la diferencia de elevación entre el frente y la parte posterior del edificio, el sitio se inclina hacia abajo desde Broadway hasta Trinity Place, y hay una tienda de altura completa en el sótano de Trinity Place.
La entrada principal de Broadway se basa en un arco de triunfo, con un arco principal que contiene tres pares de puertas de acero y dos más pequeñas flanqueantes que conducen a las tiendas del primer piso. El arco triunfal está flanqueado por dos pares de columnas de granito, rematadas por águilas en globos. La entrada constaba originalmente de tres pares de puertas que conducían a un pórtico con bóveda de cañón; Walker & Gillette la modificó en 1937-1938 en estilo art déco. La entrada remodelada tiene una banda de travesaño de acero inoxidable directamente encima de las puertas con el texto de acero inoxidable "71 Broadway 71", así como un panel enjuta de acero inoxidable de arco redondo en la parte superior del arco, con el número "71 "en acero inoxidable. Las escaleras a la estación de metro de Wall Street flanquean los arcos de la entrada principal.
En la esquina de Broadway y Rector Street, hay un chaflán que solía tener una entrada en el primer piso. A lo largo de la calle Rector, la fachada de la base se divide en tres partes y el sótano completo tiene escaparates. Un arco de entrada se ubicó en el medio de la fachada. En el tercer y cuarto piso de la fachada de la calle Rector hay una arcada con pilastras verticales de estilo jónico.
El sótano completo que da a Trinity Place tiene un escaparate debajo de las dos bahías más al norte. Una entrada empotrada diseñada por Walker & Gillette se instaló en las dos bahías del sur en 1937-1938. En el primer piso, anteriormente había una entrada a la Sexta Avenida elevada, que fue cerrada en 1938 y reemplazada por un marco de acero diseñado por Walker & Gillette.

### Otros pisos
El pozo tiene doce pisos de granito blanco rústico. La sección más baja del eje es el quinto piso, que está diseñado como una transición entre la base y los pisos superiores. El resto de la fachada del eje se compone de hileras de bandas que se extienden horizontalmente a lo largo de la fachada en varios pisos. La fachada de los pisos 9 y 13 está compuesta por pilastras verticales en lugar de granito rusticado, y tiene ventanas arqueadas en lugar de las ventanas rectangulares que se ven en los otros pisos. Los pisos 7, 11 y 15 tienen balcones, mientras que los pisos 5, 8 y 12 tienen balcones. Hay una cornisa sobre el piso 16.
El capitel tiene cuatro pisos de altura con logias y una cornisa de metal sobre el piso 20. Las logias, ubicadas en los pisos 18 y 19, están compuestas por columnas pareadas corintias que forman una columnata. También hay paneles ornamentales. La historia número 21 se agregó en 1928-1930. Encima del lado sur del piso 21 hay una pequeña torre de terracota que contiene las salas de máquinas para los ascensores.

### Características
El contratista Charles Sooysmith diseñó los cimientos, que eran una mezcla de rejilla y 23 pozos de cimentación de concreto que descendían 7,0 m hasta la roca madre. Los cimientos cubrían aproximadamente la mitad del área del lote. Los cajones estaban destinados a reducir la interrupción de otros edificios durante el proceso de excavación. Sooysmith fue uno de los primeros constructores en utilizar cajones neumáticos para los cimientos, habiéndolos utilizado en otros proyectos como el Manhattan Life Insurance Building en Broadway (luego demolido) y el American Surety Building dos cuadras al sur. Este último fue el primer rascacielos con estructura de acero construido sobre cajones neumáticos, así como uno de los primeros edificios con estructura de acero de más de diez pisos, y el Empire Building fue modelado a partir de él. La estrechez del lote dio como resultado la inclusión de un amplio sistema de armazón y arriostramiento de armazón de acero. No obstante, los cimientos fueron diseñados para acomodar una futura expansión del edificio.
La superficie total del suelo es de 28.000 m². Debido a la forma irregular del área del lote, ninguno de los lados es igual o paralelo entre sí. Desde que se convirtió en un edificio residencial en 1997, el Empire Building ha incluido 238 apartamentos, que contienen entre 49,9 a 106,1 m² de espacio. Las unidades residenciales incluyen apartamentos tipo estudio, así como apartamentos de uno y dos dormitorios. Aunque el interior ha sido ampliamente remodelado, el Empire Building todavía contiene una de sus escaleras originales en el lado occidental. La escalera tiene una barandilla de hierro, que contiene motivos decorativos con delfines y el cetro de Neptuno, así como peldaños de mármol.
El edificio estaba originalmente equipado con 10 ascensores hidráulicos fabricados por Otis Elevator Company, que se agruparon en dos bancos de cinco. De estos, nueve ascensores eran para servicio de pasajeros y uno era un elevador de carga que podía transportar cargas de hasta 3.600 kg. Cada uno de los ejes se cerró con mampostería. Los 15 m inferiores de cada hueco de ascensor se estrecharon ligeramente para crear un "colchón de aire" protector, que usaba la presión del aire para frenar las cabinas de los ascensores si se caían. Estas características de seguridad se incluyeron debido a una serie de accidentes de ascensores que habían tenido lugar en el cercana 150 Nassau Street. Una cabina de ascensor con huevos y bombillas se dejó caer experimentalmente desde la parte superior del pozo el 18 de julio de 1898; a pesar de haber caído más allá del tercer piso a 132 km / h, se encontró que los huevos y las bombillas no estaban dañados.

## Historia

### Contexto
El primer propietario registrado del sitio fue la Iglesia de la Trinidad y la Iglesia Luterana Alemana, aunque la Iglesia Luterana Alemana solo ocupó una parte del terreno. Había una posada en Rector Street y Broadway a finales del siglo XVIII. La parcela se vendió a Grace Church en 1808 o 1809, y se construyó una iglesia en el sitio. En 1837, Grace Church vendió el terreno y, ocho años después, el comerciante Michael Simpson compró el terreno. En 1859 se construyó un edificio de oficinas de piedra rojiza de seis pisos en el 71 de Broadway y formaba parte de un grupo de muchos edificios residenciales y comerciales de poca altura erigidos en la sección inferior de Broadway. La piedra rojiza se conoció como Empire Building o Arcade Building. Este último nombre se le dio porque había una galería pública que se extendía junto al edificio, conectando Broadway con la antigua estación de Rector Street de la Sexta Avenida.
A fines del siglo XIX, se había vuelto valioso: en abril de 1884, un sindicato inglés ofreció 1,25 millones de dólares a los entonces propietarios del edificio, S. T. Meyer & Son, una oferta que fue rechazada. El político y urbanizador Orlando B. Potter finalmente compró el edificio el mismo año. La casa de piedra rojiza fue bombardeada en 1891 como parte de un intento de extorsión dirigido contra el político Russell Sage, matando a cuatro personas, incluido el atacante. Antes de la explosión, el inquilino de un edificio había escrito una carta al comisionado del Departamento de Edificios de la ciudad de Nueva York, alegando que el edificio a veces "vibraba violentamente" y no era seguro. Posteriormente, el bombardeo fue reclasificado como un intento de asesinato. Sage se mudó al 31 de Nassau Street después.

### Construcción
Después de que Potter murió repentinamente en 1894, sus pertenencias pasaron a su familia y los hijos de Potter asumieron su propiedad. Los hijos de Potter luego encargaron el actual Empire Building. Francis Kimball había diseñado varios de los edificios de Potter. Kimball y Thompson presentaron planos para un edificio de piedra caliza, ladrillo y terracota ante el Departamento de Edificios en diciembre de 1895, y se emitió un permiso para construir a fines de ese mes. En el momento de los planos, el edificio más alto de Manhattan era el Manhattan Life Building de 16 pisos, y los desarrolladores no creían que ningún edificio más alto pudiera construirse tan rápidamente. La hija de Potter, Blanche, dijo que ella y sus hermanos habían querido "reemplazar [e] la vieja estructura con un edificio del que siempre podríamos estar orgullosos".
Durante 1896, los cimientos del cajón se hundieron a una profundidad de 50 pies (15 m). La construcción de la estructura sobre el suelo comenzó el 1 de junio de 1897. Durante la excavación, se encontró una piedra angular de la antigua Iglesia Grace en el sitio de construcción, así como huesos y numerosas lápidas. La arcada del antiguo edificio se mantuvo dentro del nuevo edificio. La fachada se completó el 19 de abril de 1898, y los primeros inquilinos se mudaron al nuevo edificio poco después. En el momento de la finalización del Empire Building, era uno de los edificios más altos de la ciudad de Nueva York por número de pisos. Fue uno de los primeros edificios de gran altura que se erigieron en la sección más al sur de Broadway a partir de finales de la década de 1890, así como uno de los rascacielos de estructura de acero más antiguos de la ciudad sobre cajones neumáticos.

#### Uso

##### Principios y mediados delsigloXX
En 1900, el Empire Building tenía más de 3000 empleados. Uno de los primeros inquilinos del Empire Building fue U.S. Steel Corporation, que se fundó en el edificio en 1901. Kimball & Thompson también asumió oficinas en el Empire Building. En 1903, Kimball consideró una propuesta para agregar cinco pisos al Empire Building, llevando su altura a 25 pisos y 110 m, y convirtiéndolo en el segundo edificio más alto de la ciudad después del Park Row Building. La propuesta no se llevó a cabo. Para 1908, el Empire Building tenía algunos de los espacios de oficinas más deseables de la ciudad, con un alquiler de espacio a tarifas de 32 dólares por m², equivalente a 910 dólares por m² en 2019. La entrada desde el edificio a la estación de Wall Street no se proporcionó en la construcción original, pero dicha entrada se construyó en 1910.
El 23 de abril de 1919, U.S. Steel Corporation compró el edificio al fideicomiso Potter por aproximadamente 5 millones de dólares en efectivo. En ese momento, se informó que la venta era una de las transacciones más grandes jamás realizadas para una propiedad privada en la ciudad de Nueva York. La compra fue de interés para los promotores inmobiliarios y otras siderúrgicas, ya que significaba que "el centro siderúrgico del mundo se había establecido de una vez por todas de forma permanente en Nueva York", según The New York Times. Blanche Potter recordó más tarde que la venta se llevó a cabo en un momento en que la familia Potter había experimentado una "preocupación financiera", y la compra de U.S. Steel los liberó de tales limitaciones.

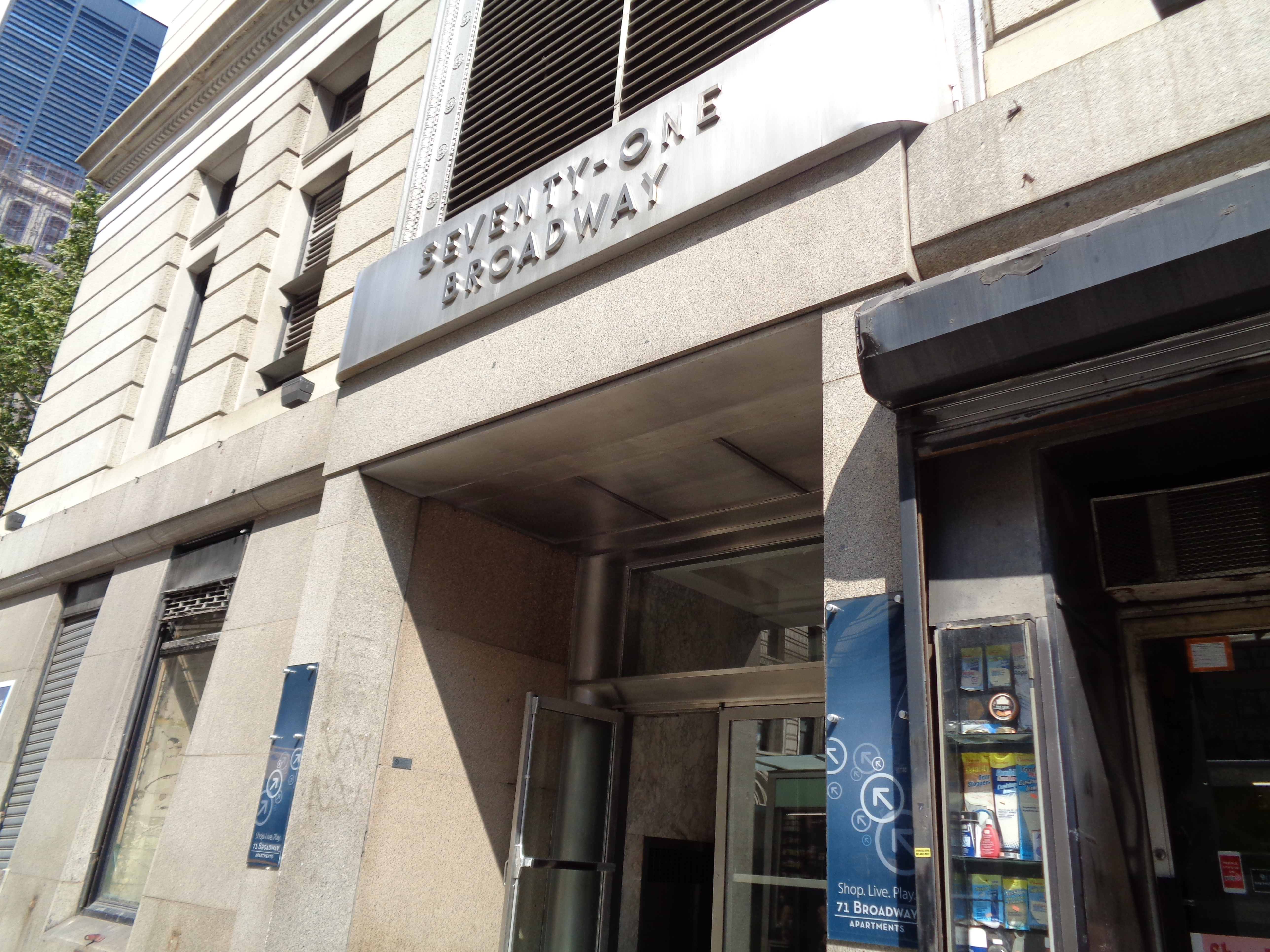
La entrada trasera, reconstruida en 1937-1938

John C. Westervelt diseñó una adición al edificio entre 1928 y 1930. Se quitó el parapeto original en la parte superior del edificio, y se construyó el piso 21 y la sala del ascensor de terracota sobre un nuevo parapeto de acero. En 1937, Walker & Gillette presentó planes para realizar modificaciones importantes al Empire Building, que costarían 350.000 dólares. La entrada principal en Broadway y la entrada de Trinity Place se remodelaron en un estilo Art Deco, y se eliminó la conexión con la estación Rector Street de la Sexta Avenida elevada, como parte del proyecto. También se rediseñó la fachada de la base y se eliminaron las tiendas de la galería del Empire Building. La renovación se completó en 1938.

##### Finales delsigloXXhasta la actualidad
U.S. Steel vendió el edificio en 1973. El Empire Building siguió siendo la sede de U.S. Steel hasta 1976, y la compañía permaneció en el edificio hasta mediados de la década de 1980. Posteriormente, Broadway West Street Associates tomó posesión del edificio en 1984. Uno de los inquilinos comerciales posteriores del Empire Building fue la agencia de publicidad AFGL International Inc., que se mudó durante 1994.
El Empire Building fue convertido en 237 apartamentos en 1997 por World-Wide Group of Manhattan, que había comprado la propiedad ejecutada por aproximadamente 10 millones de dólares. En ese momento, unos 30 inquilinos ocupaban 6500 m² en el edificio. La renovación costó 40 millones y fue diseñada por Schuman Lichtenstein Claman & Efron. Las unidades residenciales fueron ocupadas rápidamente: uno de los residentes del 71 de Broadway fue el político y economista Dominique Strauss-Kahn, quien fue puesto bajo arresto domiciliario en el edificio en 2011 durante la demanda penal presentada en su contra, luego de otro edificio de departamentos en el Upper East Side se negó a recibirlo. Durante el arresto domiciliario de Strauss-Kahn, el Empire Building recibió una gran atención de los medios de comunicación y de los transeúntes en Broadway, y fue apodado "un nuevo punto de interés turístico".

## Recepción crítica y estado histórico
El crítico de arquitectura Montgomery Schuyler dijo que el Empire Building era "uno de los mejores [...] edificios comerciales" que se construyeron en la ciudad de Nueva York hasta la fecha, y que su valor "se incrementó enormemente por el espacio abierto enfrente" que estaba ocupado por el cementerio de la Trinidad. Según Schuyler, el valor del edificio se incrementó por el hecho de que se podía ver la totalidad de la fachada de Rector Street debido a la presencia del cementerio. La escritora de arquitectura Sarah Bradford Landau afirmó que el Empire Building "posee una dignidad y una elegancia aseguradas", a diferencia del anterior Manhattan Life Building de Kimball. No todos los críticos vieron el Empire Building de manera positiva. Eliot Gregory declaró en 1899, sin mencionar el nombre del edificio, que el Empire Building tenía un "parecido grotesco a una plancha de gofres", lo que le daba "la impresión de inestabilidad".
El Empire Building fue designado como un Hito de la Ciudad de Nueva York en 1996. También se agregó al Registro Nacional de Lugares Históricos (NRHP) en 1998. En 2007, fue designado como propiedad contribuyente al Distrito Histórico de Wall Street, un distrito de NRHP .

## Galería

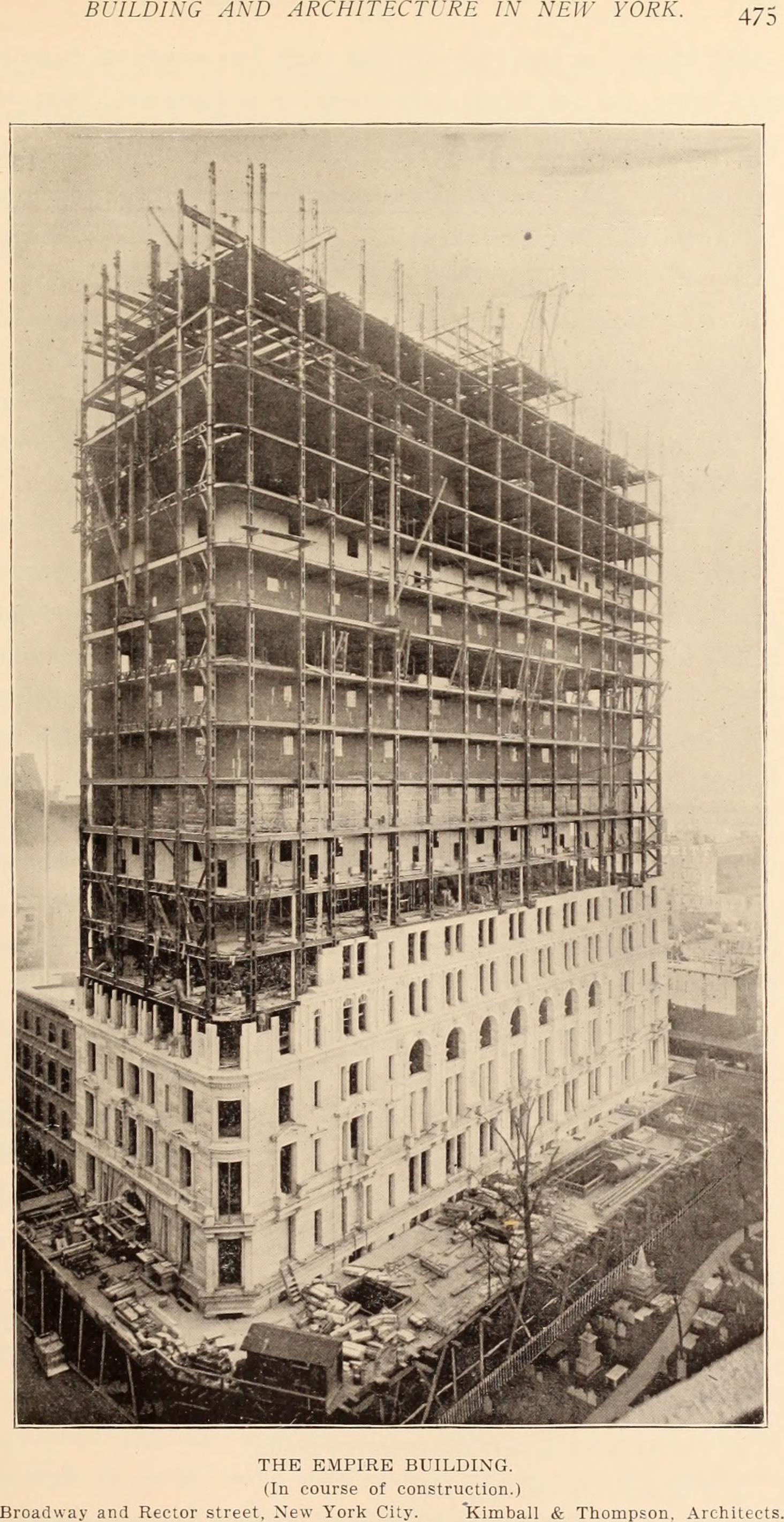
En obra
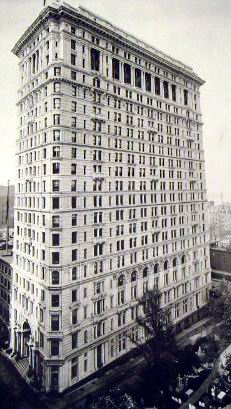
En 1905
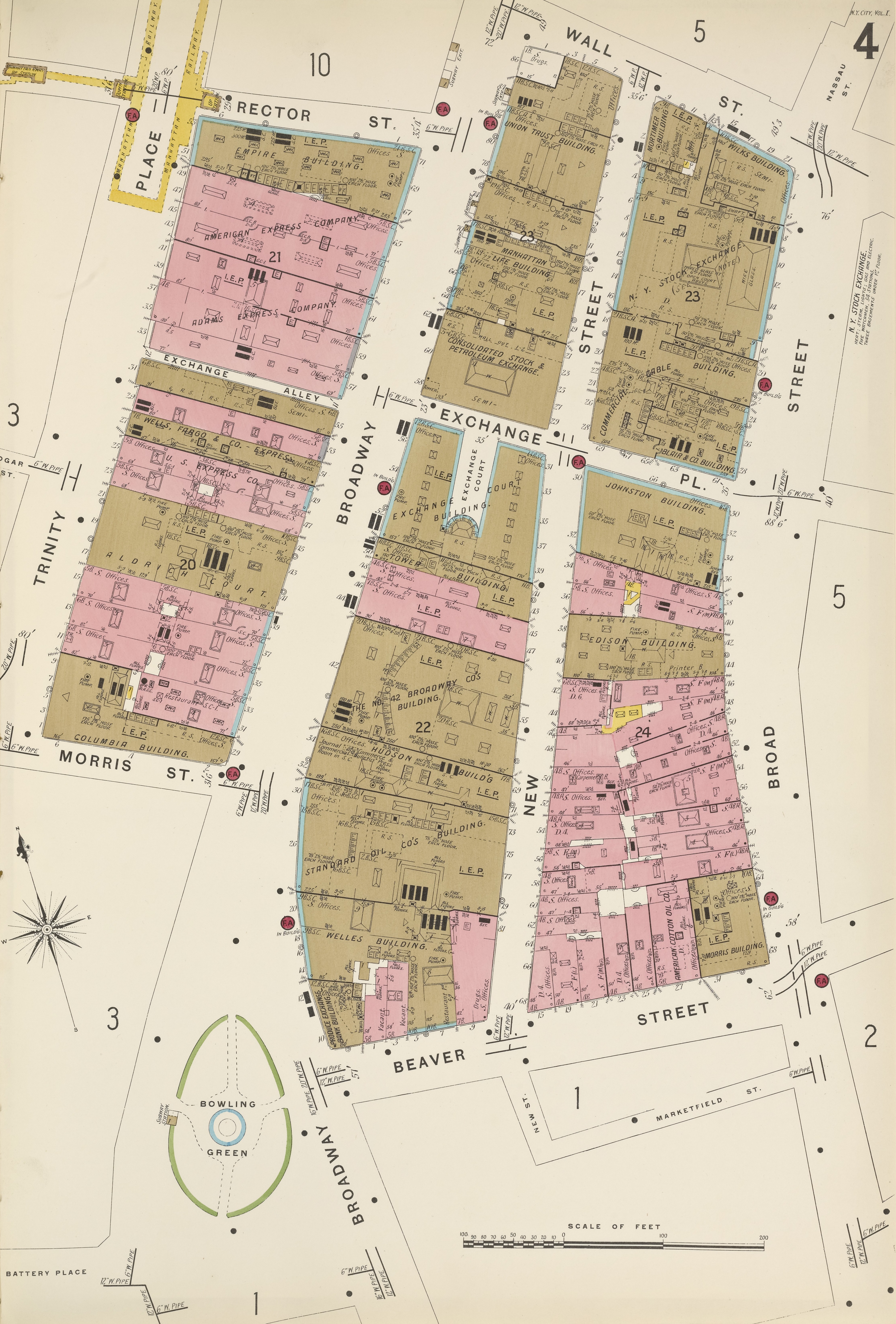
En un mapa de 1905
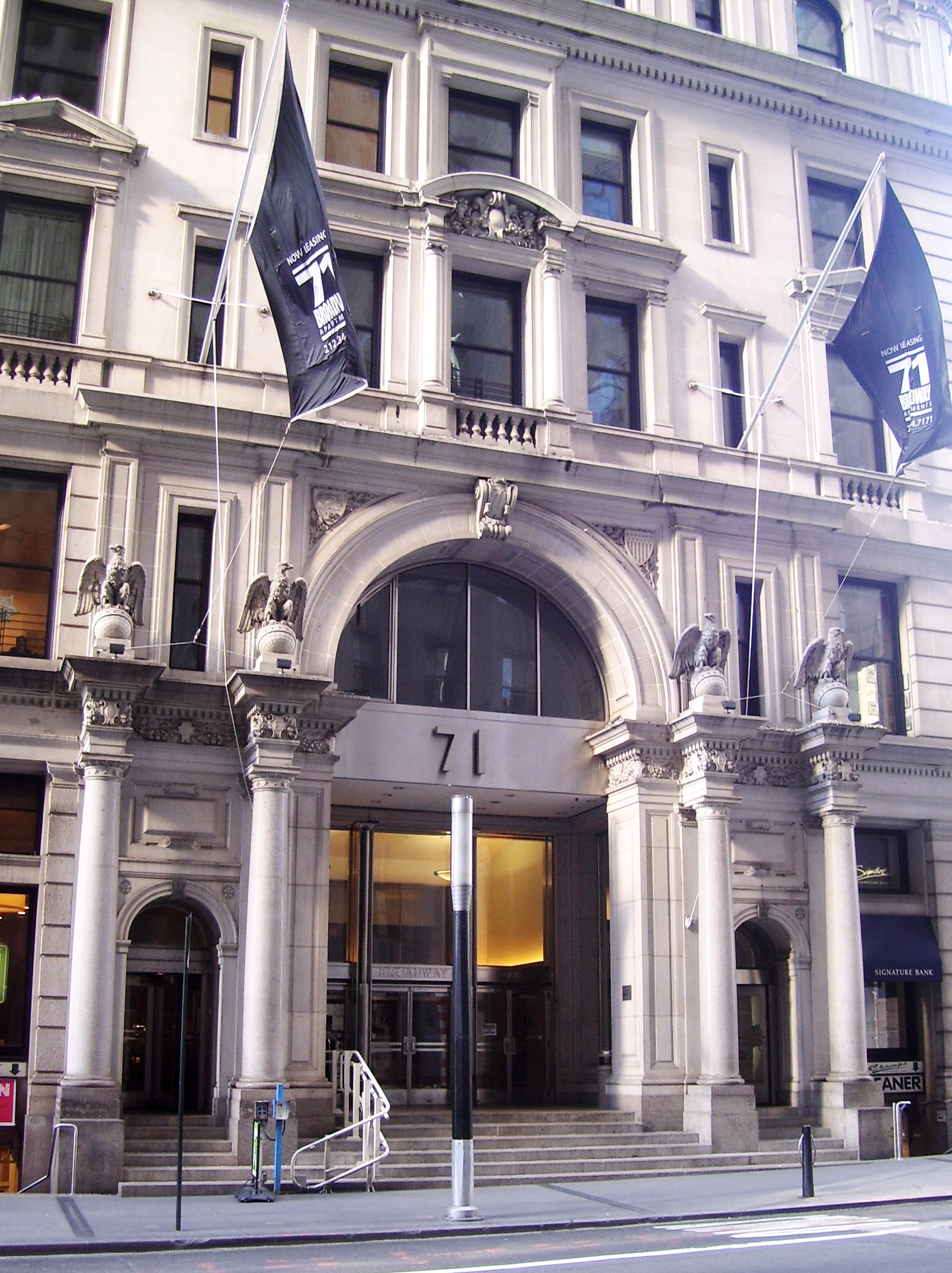
Entrada de Broadway